# Woodlawn Park (Oklahoma)
Woodlawn Park – miasto w Stanach Zjednoczonych, w stanie Oklahoma, w hrabstwie Oklahoma.